# Пролежень
Про́лежень (лат. decubitus) — змертвіння м'яких тканин на місцях, що містяться між виступаючими частинами скелета та поверхнею постілі в ослаблених та тяжкохворих, що тривалий час перебувають у нерухомому положенні. Частіше за все він утворюється на крижах, сідницях, п'ятках, лопатках, а також при неправильно й туго накладених циркулярних гіпсових пов'язках.

## Причини виникнення
1. Обмеження рухливості пацієнта;
2. Неправильний догляд за хворим;
3. Занадто велика або мала вага пацієнта;
4. Сухість шкіри;
5. Нетримання сечі або калу;
6. Захворювання, що призводять до порушення трофіки (живлення) тканин;
7. Анемія.

Основні причини локалізації пролежнів це тиск та час. Якщо зовнішній тиск протягом тривалого часу (>двох годин) буде вищим, аніж тиск всередині капілярів, то утворення пролежня практично неминуче.

## Симптоми, перебіг

На обмеженій ділянці шкіри з'являється більш-менш різке збліднення з синюшним відтінком, злущення поверхневих шарів епітелію. Поверхневі шари шкіри відторгуються, утворюються невеликі, поверхневі виразки, які стають з часом глибокими. Некроз охоплює все більші ділянки, до цього приєднується місцева інфекція, розвиваються явища інтоксикації.

## Класифікація
Для характеристики пролежнів використовують міжнародну класифікацію, згідно з якою в залежності від глибини уражених тканин визначають їхній ступінь:
- I ступінь — пролежні з глибиною ураження, яка відповідає товщині шкіри;
- II ступінь — пролежні з глибиною ураження до підшкірної клітковини;
- III ступінь — з глибиною ураження до глибокої фасції;
- IV ступінь — з глибиною ураження до кістки;
- V ступінь — закриті пролежні з анатомічною глибиною ураження до фасції або кістки.

## Лікування
Ретельний догляд за хворим. На ліжку не повинно бути складок та нерівностей, а у матраці жмутиків. Необхідно використовувати протипролежневий матрац. Щоденні обтирання камфорним спиртом або одеколоном наполовину з водою тих місць, які зазнають тиск. Хворого слід кожні 2 години перевертати, призначають ванни, мазеві пов'язки, загальнозміцнювальне лікування.